# Роберт Біллінґем
Роберт Біллінґем (англ. Robert Billingham, 10 грудня 1957 — 30 березня 2014) — американський яхтсмен.
Срібний призер Олімпійських Ігор 1988 року в класі Солінґ.